# Roi Et

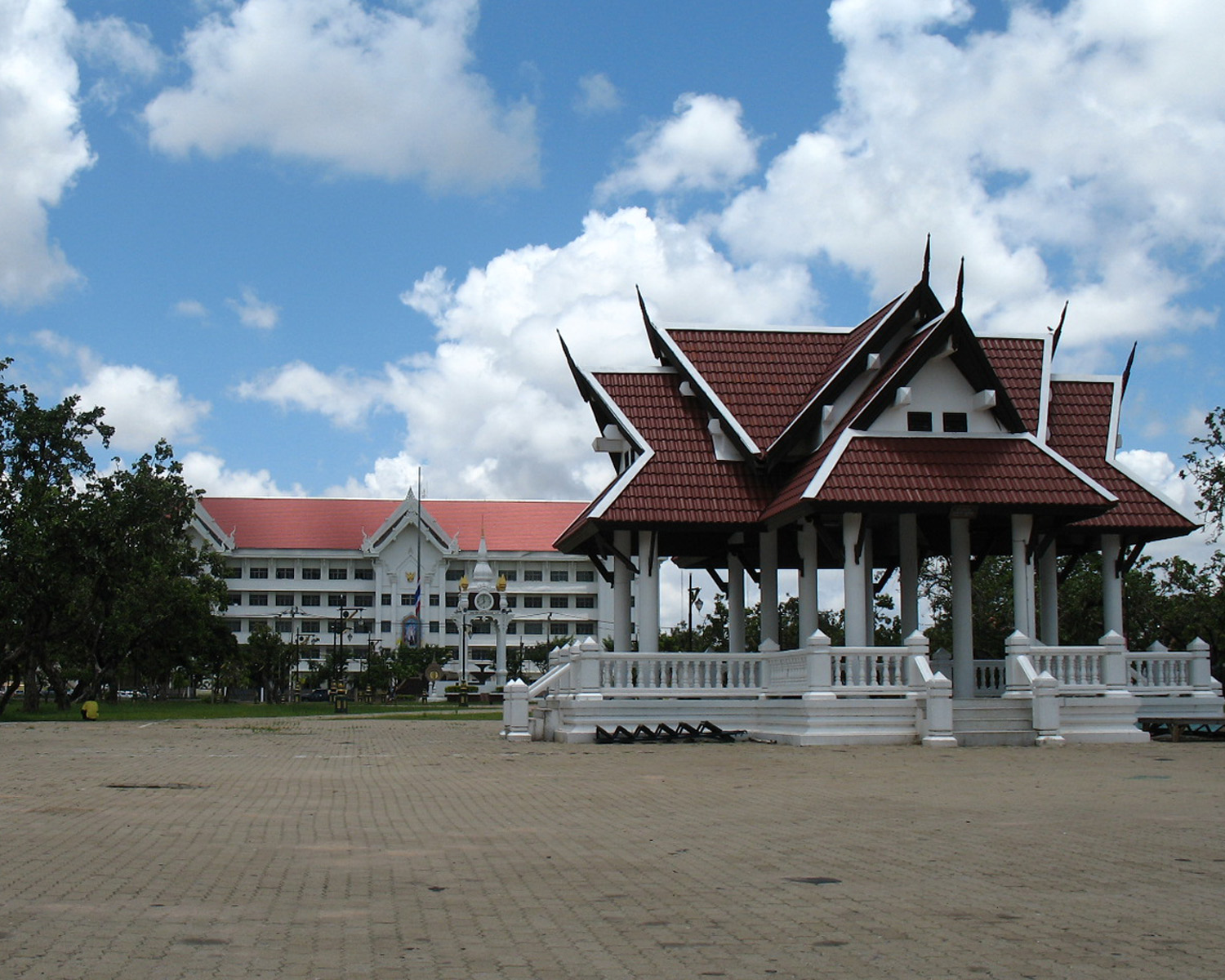
Predio da prefeitura

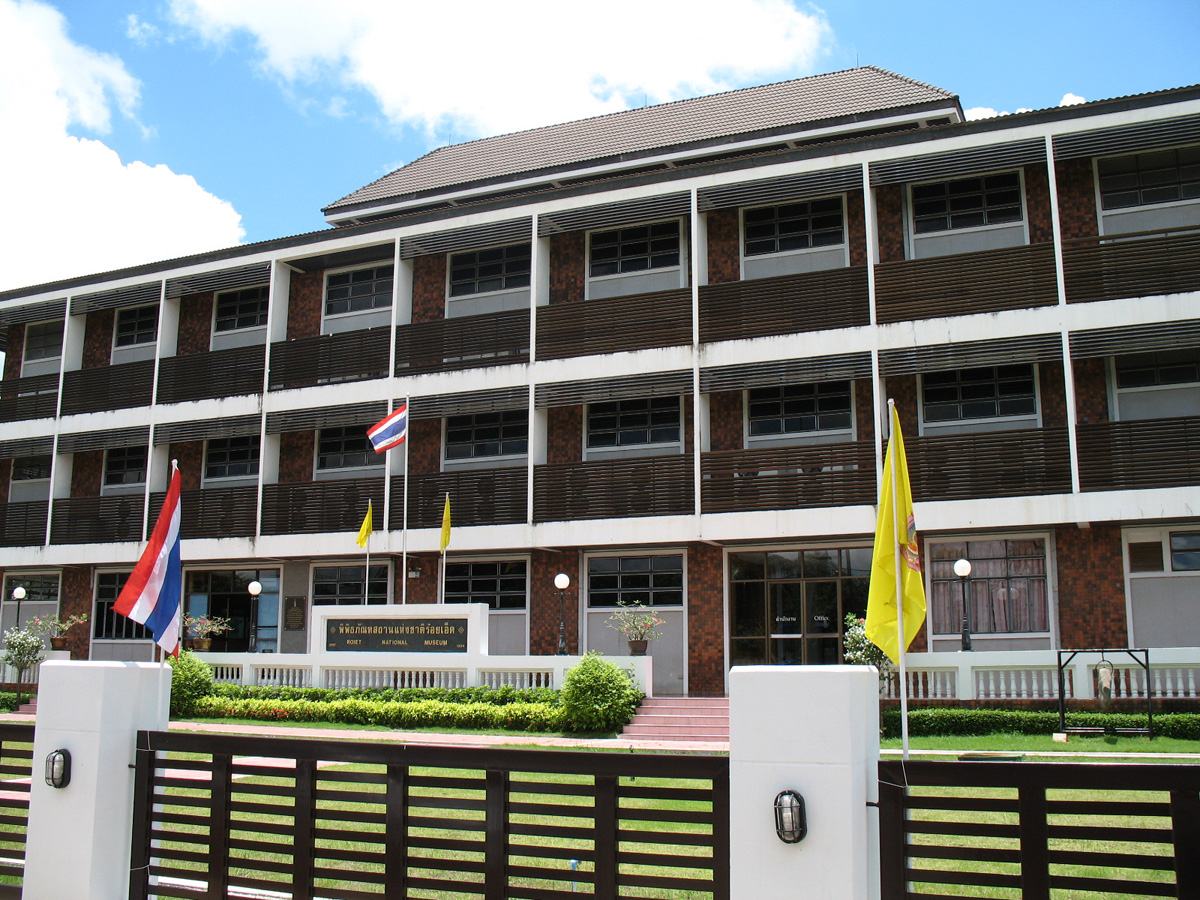
Museo Nacional em Roi Et

Roi Et (em tailandês:  ร้อยเอ็ด) é uma cidade localizada no nordeste de Tailândia, região conhecida como Isan, é a capital da província de Roi Et. Em  2006 tinha  34.229 habitantes.

## História
A antiga Roi Et possuia 11 portas de acesso a cidade, e era circundada por 11 colónias vassalas. O nome Roi Et significa cento e um, o que possivelmente era uma exageração do numero onze.
As principais industrias da cidade e região são a seda, algodão e tradicionais instrumentos musicais.